# Belenois rubrosignata
Belenois rubrosignata är en fjärilsart som först beskrevs av Gustav Weymer 1901.  Belenois rubrosignata ingår i släktet Belenois och familjen vitfjärilar. IUCN kategoriserar arten globalt som livskraftig. Inga underarter finns listade i Catalogue of Life.